# Słowiki (Olkusz)
Słowiki – osiedle położone w południowo-wschodniej części Olkusza. 
Początki osiedla sięgają lat 80. XX wieku. Charakterystycznym elementem osiedla Słowiki są niebieskie dachy bloków mieszkalnych. Osiedle podzielone jest na dwie, umowne części. Do pierwszej (zachodniej) należą ulice: Plac Konstytucji 3 Maja, Traugutta, Rataja, Kolberga, Ściegiennego, Wiejska,  Przemysłowa.  Do drugiej (wschodniej)  należą  natomiast ulice: Batalionów Chłopskich, Kosynierów, Witosa, gen. Buchowieckiego, Pakuska. 
Na Osiedlu Słowiki znajdują się: Przedszkole nr 13 i Szkoła Podstawowa nr 9.

## Galeria

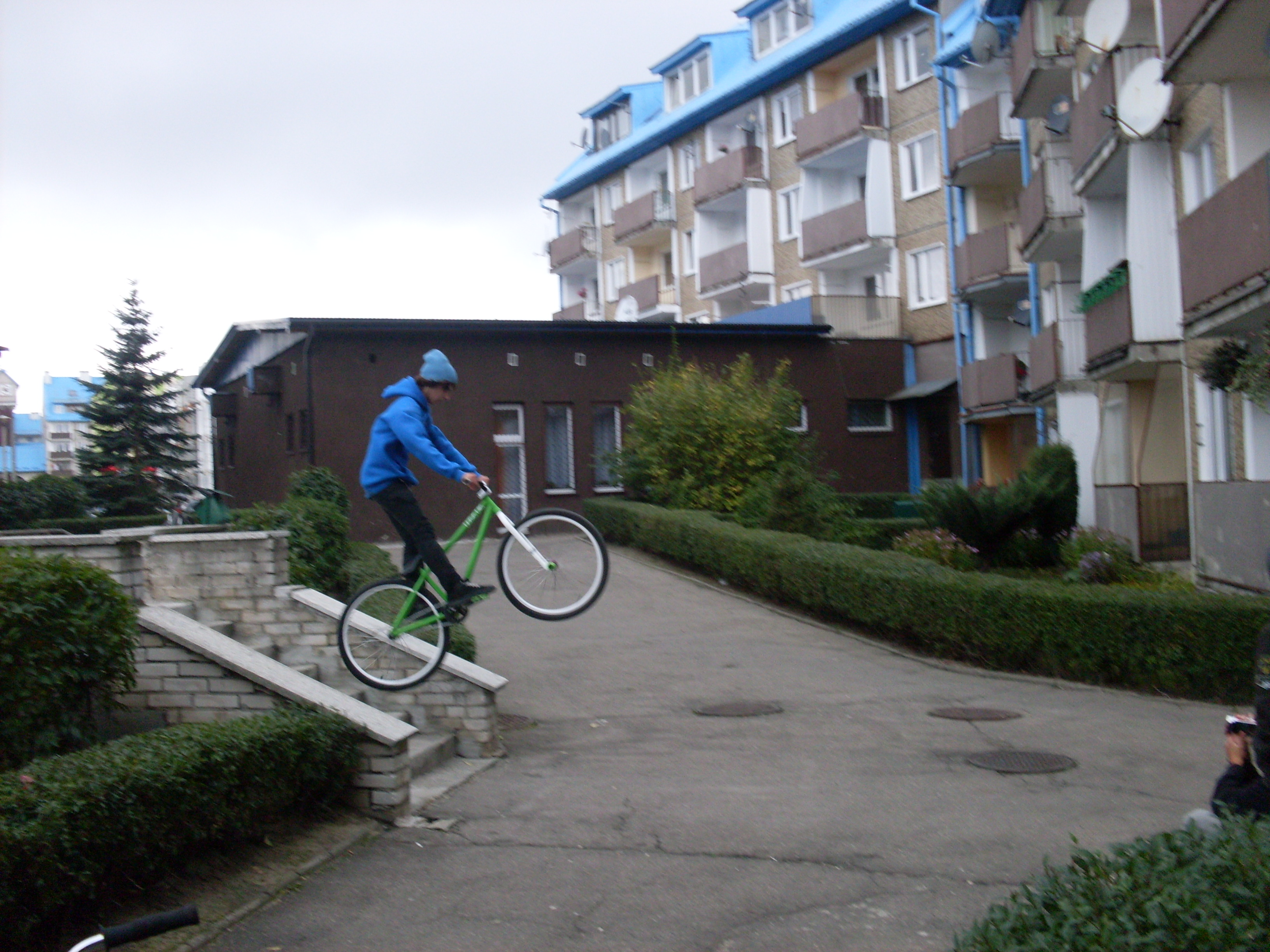
Ul. Batalionów Chłopskich
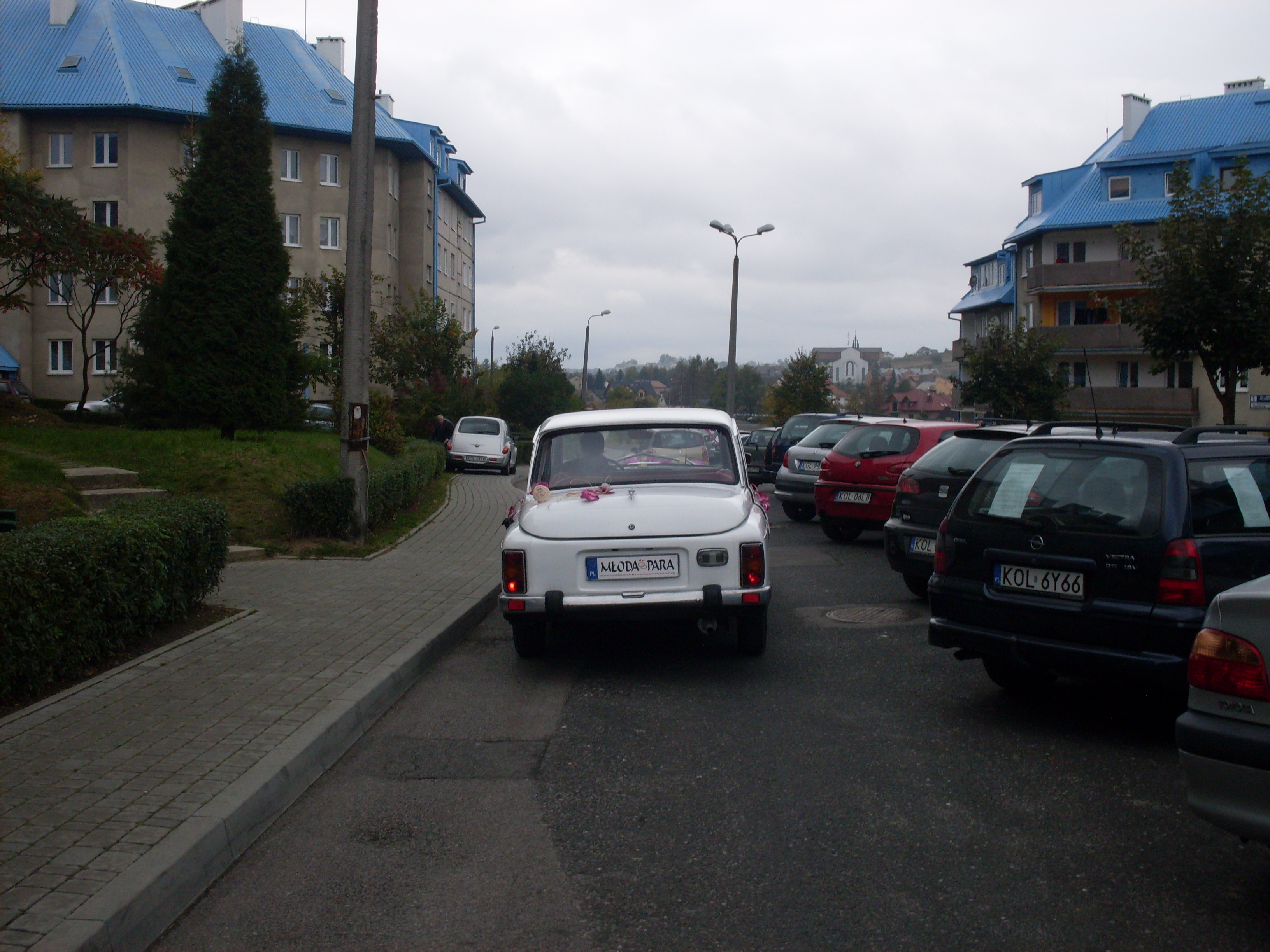
Ul. Kosynierów
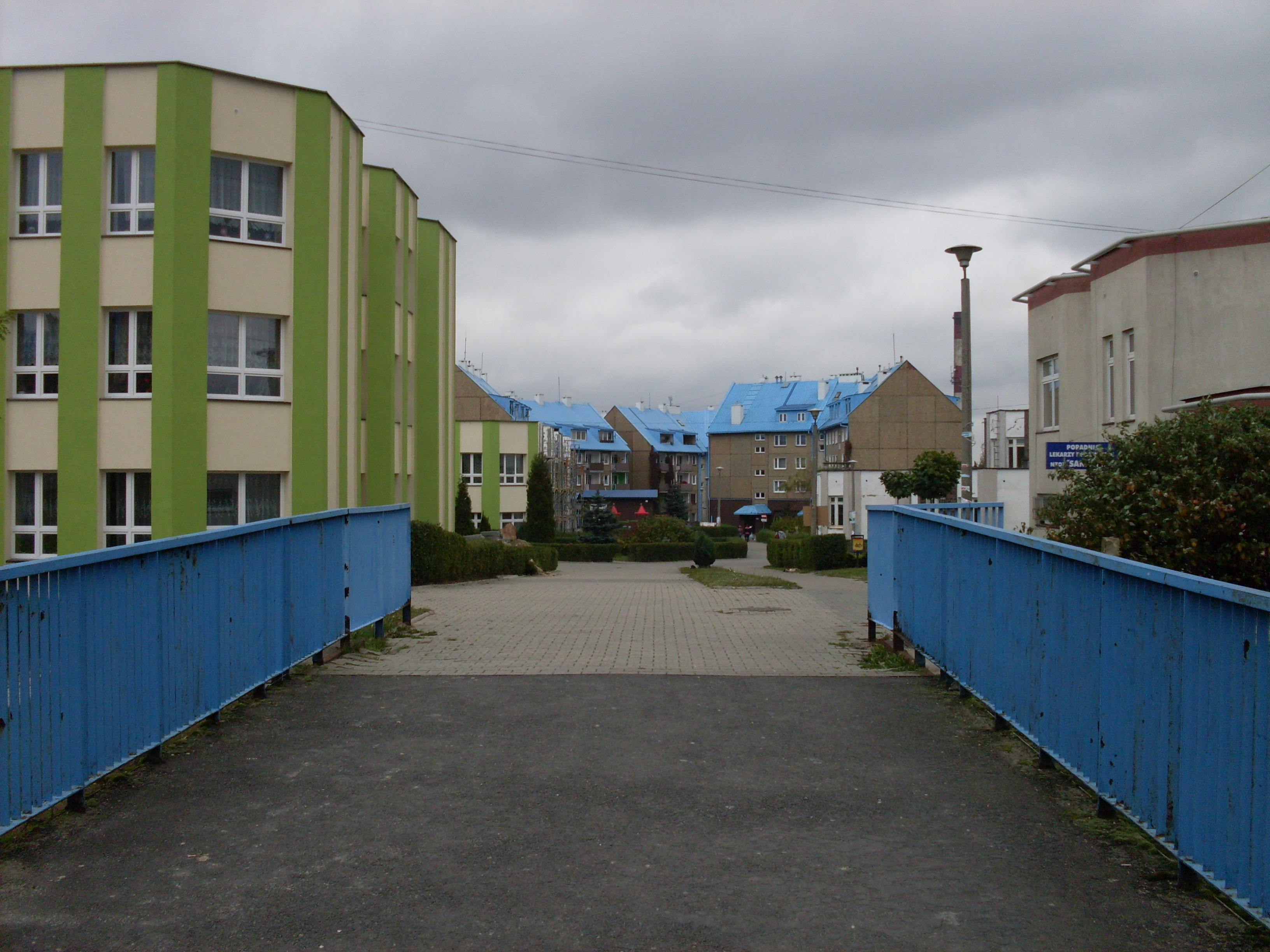
Widok na szkołę z gimnazjum (z lewej), przychodnie i przedszkole (z prawej)
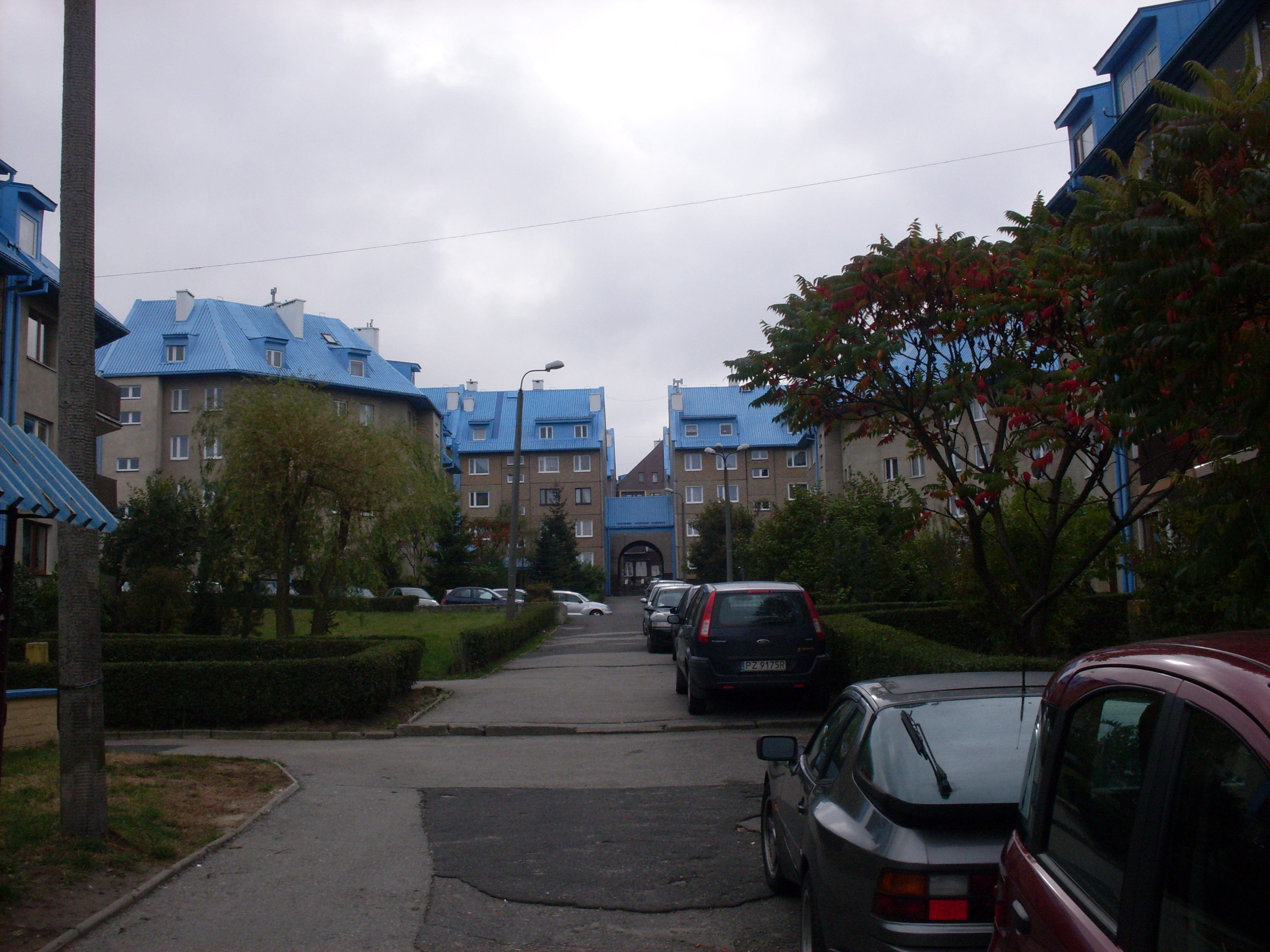
Słowiki
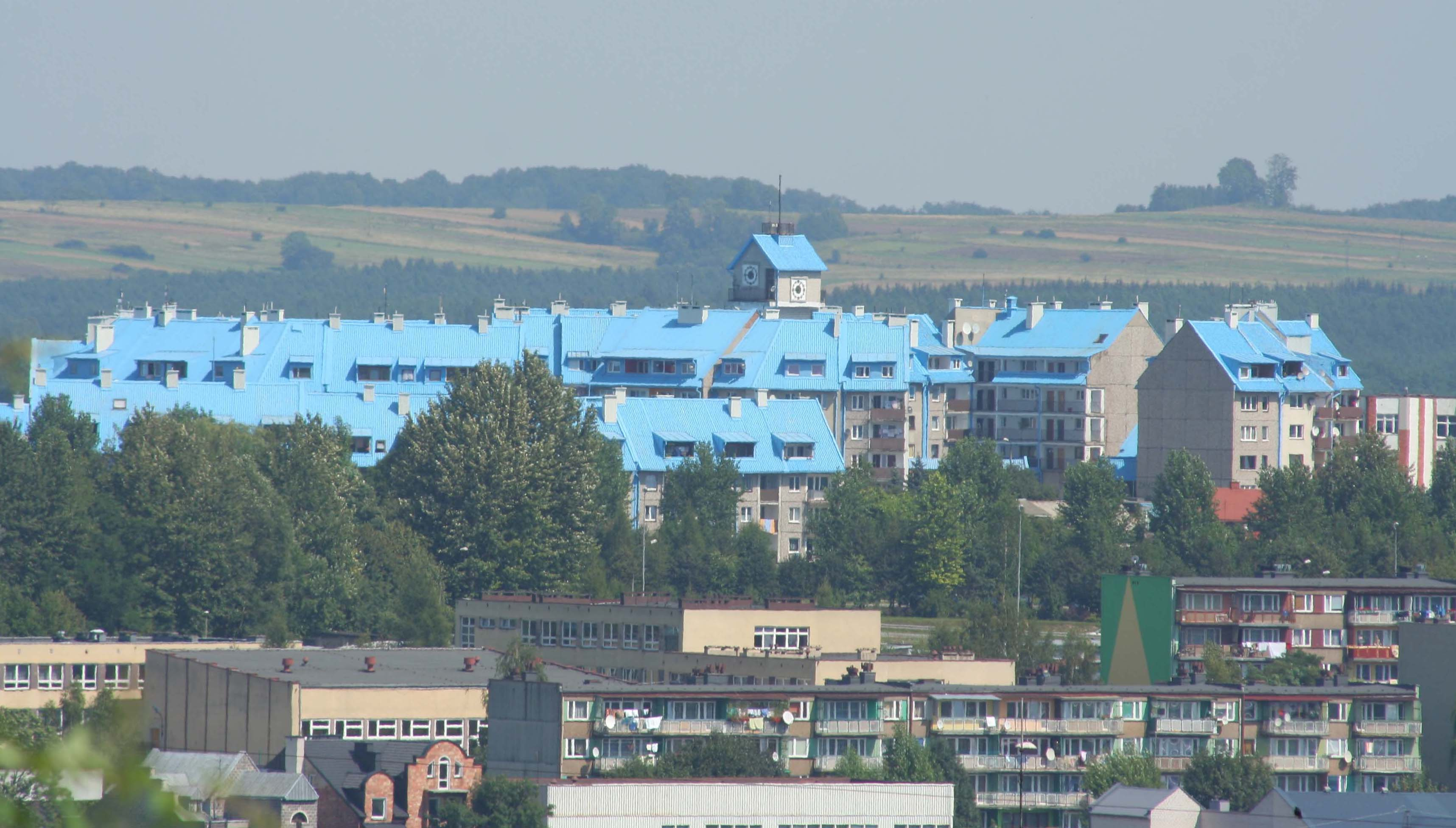
Osiedle Słowiki